# Đường tỉnh 838
Đường tỉnh 838 nằm trên tuyến đường đi qua Cửa khẩu quốc gia Tho Mo thuộc huyện Đức Huệ, tỉnh Long An, Việt Nam.

## Đường tỉnh 838
Đường tỉnh 838 có có chiều dài gần 22 km. Điểm đầu từ thị trấn Đông Thành đi qua 2 xã Mỹ Thạnh Bắc và Mỹ Quý Tây. Điểm cuối tại Cửa khẩu quốc gia Tho Mo. Đường láng nhựa 2 lớp. Kinh phí với Tổng mức đầu tư được duyệt trên 74 tỷ đồng và tổng mức đầu tư được điều chỉnh hơn 113 tỷ đồng.

## Đường tỉnh 838B
Ngày 6 tháng 11 năm 2017, Sở Giao thông Vận tải Long An ban hành Quyết định cấp phép khởi công xây dựng đoạn từ Km 9+452,13 – Km 11+304,10 công trình ĐT.838B, huyện Đức Huệ, tỉnh Long An. Tuyến chính đoạn Km 0+000 – Km 4+643.23 và tuyến nhánh đoạn Km 0+000 – Km 2+734.5.